# Lingua yugh
La lingua yugh (o yug) è una lingua della famiglia linguistica ienisseiana, molto simile alla lingua ket, un tempo parlata dal popolo Yugh, uno dei gruppi meridionali che vivono lungo le rive del fiume Enisej in  Siberia centrale. In passato si pensava fosse un dialetto della lingua ket, che veniva considerata essere una lingua isolata. All'inizio degli anni '90 restavano solo due o tre persone che parlavano la lingua, ed in maniera non fluente, per cui si ritiene che oggigiorno la lingua si sia estinta, d'altra parte, secondo il censimento russo del 2002, vi erano solo 19 persone di etnia Yugh.